# Yogures de Coco
Yogures de Coco es un grupo español de pop rock que se formó en 2014, integrado por Daniel Gastelurrutia (vocalista y guitarrista), César Berzosa (batería y coros) y Lucas Fernández (vocalista y guitarrista). 

## Historia

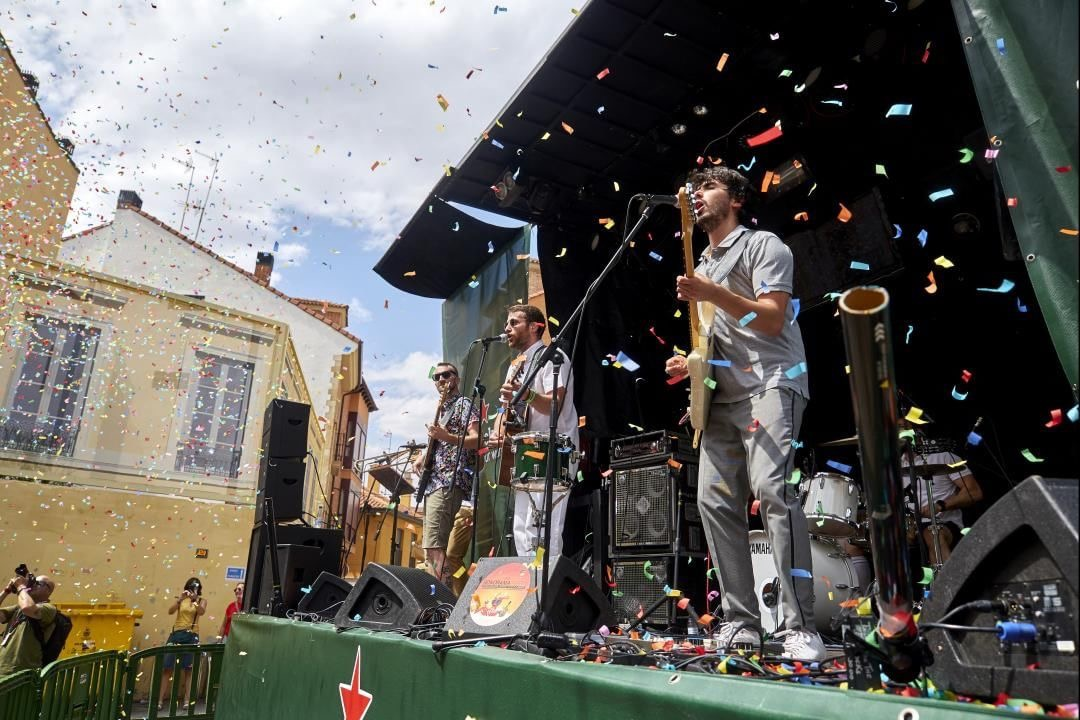
Yogures de Coco en el festival Sonorama durante su gira de presentación de su álbum Puertofé.

Yogures de Coco nació a raíz de Slovery, un grupo musical que se formó en 2010 cuyos miembros eran Daniel Gastelurrutia (vocalista, guitarrista y teclista), César Berzosa (batería) y James Walsh (bajista). Posteriormente con la salida de James Walsh, el grupo incorporó a Javier Gutiérrez y Lucas Fernández y pasó a ser Yogures de Coco.
La primera grabación de Yogures de Coco data de 2014. En ese año entran en Westline Studios (Madrid) y de la mano de Juan Blas lanzan en octubre Curioso Mundo, su primer EP. Con este material tocan sus primeros conciertos como Yogures de Coco en diversas salas de Madrid. Al año siguiente deciden grabar de nuevo en Westline Studios el sencillo "La Guerra", una canción en directo grabada por Juan Blas y Javier Seisdedos. 
En 2016 graban su segundo EP titulado Azul en el estudio El Invernadero en Madrid, con Brian Hunt (ingeniero de sonido) y Carlos Díaz (productor). Este trabajo generó una gira a nivel nacional que finalizó en el Festival de los Sentidos (La Roda).
Tras haber grabado dos EPs y una serie de sencillos entre los meses de abril y junio, el grupo autoedita en septiembre de 2017 su primer LP con 11 canciones titulado Puertofé. Para él contaron con el productor murciano Raúl de Lara (AMA Music Studios) y con Antonio Eriarka "Mini" en la masterización. Este álbum fue elegido como disco del mes por LH Magazin. La banda luego partió de gira y actuó en festivales como el Sonorama (Aranda de Duero). En abril y noviembre de 2018 se publicaron dos vídeoclips del álbum, titulados respectivamente "El Himno del Amanecer"  y "Le Loop". Yogures de Coco despiden la gira en la sala El Sol de Madrid el 29 de marzo de 2019 junto con la banda granadina Koel.
Tras la gira del disco Puertofé, la banda madrileña se pone a trabajar en la composición y posterior grabación de su segundo LP durante el 2019 y 2020 de la mano del productor madrileño Manuel Colmenero (Sonobox). El primer sencillo de este nuevo trabajo con título “Casi todo tiene solución” se publica en junio de 2020 y su vídeoclip está montado con cientos de vídeos generados por seguidores de la banda durante el confinamiento causado por el COVID-19.

## Discografía

### Álbumes de estudio
| Fecha de lanzamiento     | Título        | Formato |
| ------------------------ | ------------- | ------- |
| 23 de octubre de 2014    | Curioso Mundo | EP      |
| 25 de abril de 2016      | AZUL          | EP      |
| 22 de septiembre de 2017 | Puertofé      | LP      |

### Miembros
- Daniel Gastelurrutia - Voz, Guitarra (2011–presente)
- Lucas Fernández - Guitarra, Voz (2014–presente)
- César Berzosa - Batería, Coros (2011–presente)

### Miembros pasados
- Javier Gutiérrez - Bajo (2014-2019)
- James Walsh - Bajo (2011-2014)
- Javier Sansebastián - Voz (2011-2013)
- Juan O'Dogherty - Guitarra (2013-2014)
- Marina Migueláñez - Voz (2013-2014)